# Прат (Франция)
Прат (фр. Prat, брет. Prad) — коммуна во Франции, находится в регионе Бретань. Департамент — Кот-д’Армор. Входит в состав кантона Бегар. Округ коммуны — Ланьон.
Код INSEE коммуны — 22254.

## География
Коммуна расположена приблизительно в 420 км к западу от Парижа, в 135 км северо-западнее Ренна, в 45 км к северо-западу от Сен-Бриё.

## Население
Население коммуны на 2016 год составляло 1114 человек.
| 1962 | 1968 | 1975 | 1982 | 1990 | 1999 | 2008 | 2016 |
| ---- | ---- | ---- | ---- | ---- | ---- | ---- | ---- |
| 1144 | 1052 | 1070 | 1098 | 1027 | 1017 | 1121 | 1114 |

## Администрация
| Период | Период | Фамилия       | Партия        | Примечания |
| ------ | ------ | ------------- | ------------- | ---------- |
| 1993   | 2001   | Пьер Риу      |               |            |
| 2001   | 2008   | Ив Ле Гийадер |               |            |
| 2008   | 2014   | Ален Прижан   |               | фермер     |
| 2014   |        | Роже Пра      | Разные правые | пенсионер  |

## Экономика
В 2007 году среди 664 человек в трудоспособном возрасте (15—64 лет) 479 были экономически активными, 185 — неактивными (показатель активности — 72,1 %, в 1999 году было 71,0 %). Из 479 активных работали 429 человек (245 мужчин и 184 женщины), безработных было 50 (13 мужчин и 37 женщин). Среди 185 неактивных 57 человек были учениками или студентами, 54 — пенсионерами, 74 были неактивными по другим причинам.

## Достопримечательности
- Церковь Сен-Пьер[фр.] (XVII век). Исторический памятник с 1926 года[3]
- Руины церкви Тревоазан (XV—XVI века). Исторический памятник с 1926 года[4]
- Усадьба Коатлан (XV—XVI века). Исторический памятник с 1927 года[5]

## Фотогалерея
- Церковь Сен-Пьер
- Церковь Тревоазан
- Усадьба Коатлан
- Карта коммуны